# Hermann Adam von Kamp

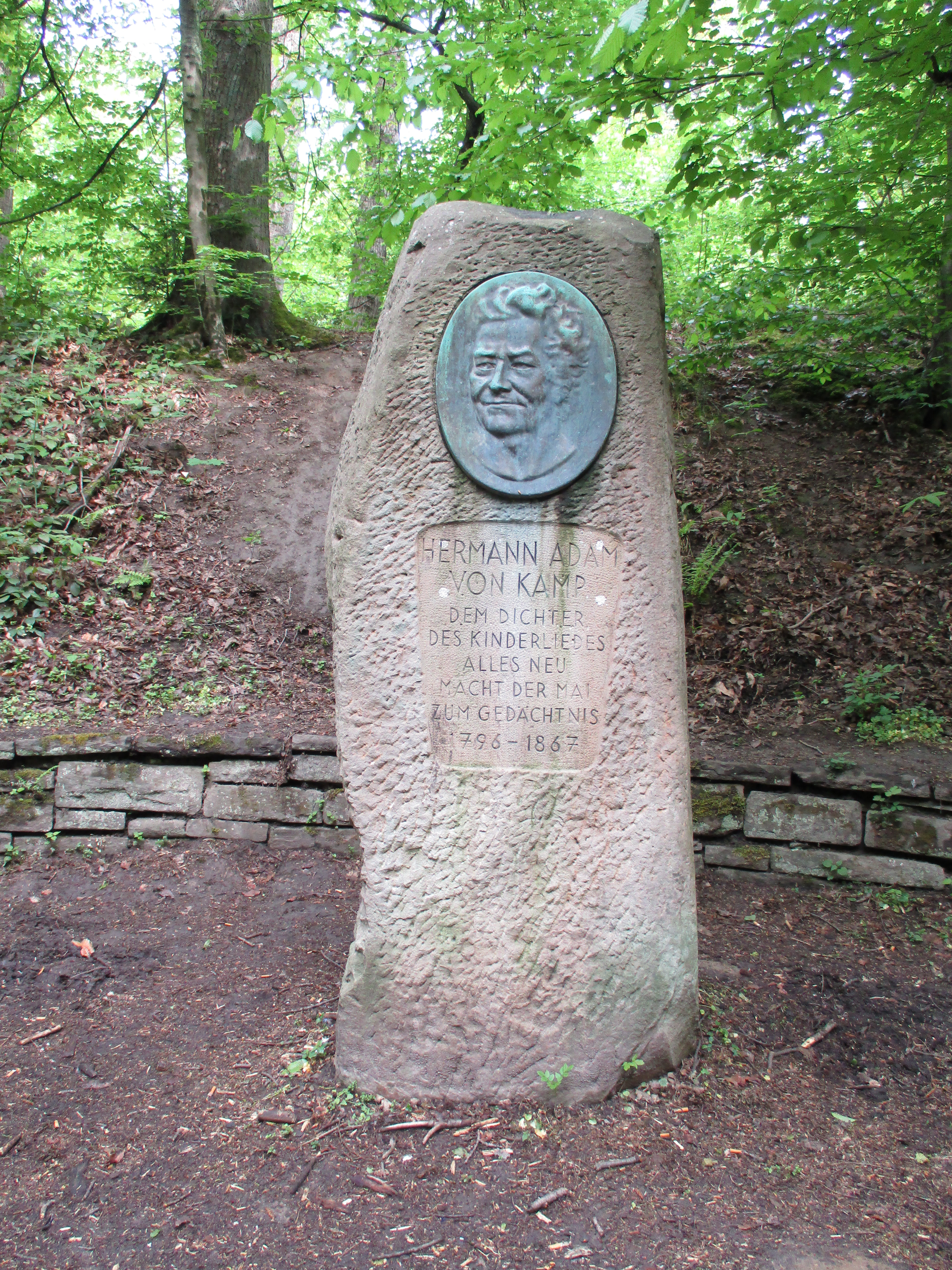
Gedenkstein im Witthausbusch, Mülheim an der Ruhr

Hermann Adam von Kamp (* 15. September 1796 in Ruhrort; † 26. November 1867 in Mülheim an der Ruhr) war ein deutscher Lehrer, Heimatkundler und Schriftsteller. Das von ihm 1818 verfasste und 1829 veröffentlichte Lied Alles neu macht der Mai zählt zum lyrischen Kulturgut der deutschen Sprache.

## Leben
Hermann Adam von Kamp war von 1814 bis zu seinem Tod Lehrer in Mülheim an der Ruhr. Im Jahre 1814 wurde er durch den Besitzer von Schloss Broich, dem Landgrafen und Prinzen Georg Karl von Hessen-Darmstadt, in das Amt an der Broicher Schule berufen. Im Rahmen seiner schulischen Arbeit beschrieb er, wahrscheinlich im Auftrag seines Dienstherrn, die Stadt Mülheim zu Anfang des 19. Jahrhunderts. Die Beschreibung erweiterte er später auf den Kreis Duisburg, der sich um 1824 von Essen bis Dinslaken erstreckte. Er schuf damit lebensnahe Dokumente seiner Zeit für diese Region.
Seine allgemeine Bedeutung erlangte er jedoch durch seine Kinder- und Jugendbücher.
1864 wurde Hermann Adam von Kamp anlässlich seines goldenen Lehrerjubiläums mit dem Roten Adlerorden ausgezeichnet. Der Geschichtsverein der Stadt Mülheim stiftete ihm postum am 14. Juli 1929 – 100 Jahre nach Veröffentlichung des Mai-Lieds – im Witthausbusch einen Gedenkstein.
Im April 2010 machte eine lange vergessene Erzählung Kamps international Schlagzeilen. Adelaide, das Mädchen vom Alpengebirge, 1830 zusammen mit zwei anderen „Erzählungen für Kinder“ erschienen, wurde vom Frankfurter Germanisten Peter Büttner als literarische Vorlage der Heidi-Romane der Schweizer Autorin Johanna Spyri bezeichnet. Büttners These wurde in den Fernsehsendungen Kulturzeit und Kulturplatz aufgegriffen, von der Spyri-Biografin Regine Schindler jedoch relativiert. Auch die NZZ sah nur oberflächliche Parallelen und wies auf die vielfältigen Unterschiede in den beiden Erzählungen hin. In einem Buch, das 2011 bei Insel erschien, hat Büttner seine These verteidigt.

## Werke
- Natur und Menschenleben. Drei Erzählungen für Kinder zur Unterhaltung, Belehrung und Warnung. Baedeker, Essen 1830
- Der Landwehrmann oder kleine zusammenhängende Erzählungen aus den Jahren 1750–1826. Zur Weckung und Belebung vaterländischer Gefühle für die Jugend des Preußischen Staates. Funcke, Crefeld 1832
- Das Schloss Broich und die Herrschaft Broich. Eine Sammlung geschichtlicher Merkwürdigkeiten I. Theil. Nebst einer Abbildung vom Schlosse Broich und dessen nächster Umgebung. Duisburg : Ewich, 1852. Digitalisierte Ausgabe der Universitäts- und Landesbibliothek Düsseldorf
  - Reprint Kessinger Pub. 2010, ISBN 978-1-161-28385-3 (geb.) oder ISBN 978-1-161-04393-8 (brosch.)
- Alt-Mülheim um das Jahr 1835. Portrait einer Schiffer- und Kohlenstadt an der unteren Ruhr mit einer Beschreibung des Kreises Duisburg (mit Gustav Lauterfeld). In: Zeitschrift des Geschichtsvereins, N. F. 16, Mülheim 1964/66

## Weitere Quellen
- Stadtarchiv Mülheim an der Ruhr, Bestände 880 (Bibliothek) u. 1608 (Archivische Sammlung)